# Cyclopogon cranichoides
Cyclopogon cranichoides là một loài thực vật có hoa trong họ Lan. Loài này được (Griseb.) Schltr. mô tả khoa học đầu tiên năm 1920.